# Hvězdlice
Hvězdlice település Csehországban, Vyškovi járásban. Hvězdlice Bohdalice-Pavlovice, Švábenice, Orlovice, Milonice, Chvalkovice, Kozlany és Uhřice településekkel határos. Lakosainak száma 582 fő (2024. január 1.).

## Népesség
A település lakosságának változását az alábbi diagram mutatja:
| Lakosok száma | 869  | 1039 | 1047 | 929  | 743  | 647  | 579  | 564  | 563  | 582  |
|               | 1869 | 1890 | 1921 | 1950 | 1980 | 2001 | 2017 | 2019 | 2022 | 2024 |